# 셰파주

셰파주의 기(旗)

셰파주(Shefa)는 바누아투의 주로, 셰퍼드 제도와 에피섬, 에파테섬을 관할한다. 주도는 에파테섬에 위치한 포트빌라(바누아투의 수도이기도 함)이며 인구는 97,602명, 면적은 1,455km2이다. 주 이름은 셰퍼드 제도(Shepherd Islands)와 에파테섬(Efate)의 합성어이다.